# 霸王花 (電影)
《霸王花》是1988年上映的一部香港動作電影，由錢昇瑋執導，胡慧中、柏安妮、吳君如、惠英红主演，劇情圍繞一隊女子特警隊的故事。吳君如憑本片入圍第8屆香港電影金像獎最有前途新人提名。2016年電影《辣警霸王花》以此為藍本。

## 劇情簡介
香港以前本來沒有女子特警隊，但由於女警司Madam胡（胡慧中 飾）的出色表現，令警局高層決定以她爲班底，組建有史以來第一支女子特警隊——「霸王花」，而Madam胡就被委任為「霸王花」的隊長兼教官，負責訓練和指揮每一個「霸王花」隊員，進行與飛虎隊一樣的嚴格訓練。在幾個月的嚴格訓練下，「霸王花」很快就能出動執行任務。豈料在和飛虎隊一起執行一次保護珠寶的任務時，Madam胡和飛虎隊的教官簡Sir（馮淬帆 飾）均被國際大盜制伏。在緊要關頭下，國際刑警行動組的組長Madam羅（羅芙洛 飾）就指揮每一個「霸王花」隊員保護珠寶，兼將這班珠寶大盜繩之以法，Madam胡和簡Sir得以救回。

## 人物角色
| 演員   | 角色名稱     | 簡介                                                                          |
| 胡慧中 | Madam Wu     | 警司 「霸王花」隊長兼教官 負責訓練和指揮每一個「霸王花」隊員 簡某人之暗戀對象 |
| 羅芙洛 | Madam Law    | 國際刑警行動組的組長 曾擔任「霸王花」客助教練一個月                           |
| 吳君如 | Amy          | 「霸王花」隊員 出名作弄教官                                                   |
| 惠英紅 | May          | 「霸王花」隊員 為人比較神氣，自稱自己為「霸王花」隊員最有本領的一個           |
| 柏安妮 | Karen        | 「霸王花」隊員                                                                |
| 陳雅倫 | 阿珍         | 「霸王花」隊員 為人較幽默 喜歡阿文                                            |
| 簡慧真 | 阿琳         | 「霸王花」隊員 體能較一般「霸王花」隊員差                                     |
| 李佩玲 | 阿敏         | 「霸王花」隊員                                                                |
| 黎明詩 | Betty        | 「霸王花」隊員                                                                |
| 陳珮珊 | Joann        | 「霸王花」隊員                                                                |
| 馮淬帆 | 簡某人       | 警司 (飛虎隊教官) 暗戀Madam Wu                                                |
| 樓南光 | 阿南         | 飛虎隊隊員 為人較好色                                                         |
| 杜德偉 | 阿文         | 飛虎隊隊員 喜歡阿珍                                                           |
| 董驃   | 董Sir        | 副警務處長 Madam Wu、簡某人之上司                                             |
| 周文健 | Peter/Ronald | 感情騙子                                                                      |
| 成奎安 | 珠寶大盜     |                                                                               |

## 電影歌曲

### 主題曲
| 歌名       | 演唱者 | 作曲   | 填詞   | 編曲   |
| 〈霸王花〉 | 杜德偉 | 鄭錦富 | 鍾繼昌 | 黎小田 |

## 獎項
| 年份   | 頒獎典禮            | 獎項         | 名字   | 結果 |
| ------ | ------------------- | ------------ | ------ | ---- |
| 1989年 | 第8屆香港電影金像獎 | 最有前途新人 | 吳君如 | 提名 |

## 參與資料
1. ↑  . IMDb.   [2021-06-18] （英语）.
2. ↑  . 中國電影票房榜.   [2021-06-18]. （原始内容存档于2021-01-30）.
3. ↑  . 台灣電影資料庫.   [2021-06-18]. （原始内容存档于2016-04-07）.
4. ↑  . 香港電影金像獎.   [2021-05-13]. （原始内容存档于2020-09-19）.

## 外部連結
- 香港影庫上《霸王花》的資料（繁體中文）
- 開眼電影網上《霸王花》的資料（繁體中文）
- 时光网上《霸王花》的資料（简体中文）
- 豆瓣电影上《霸王花》的資料 （简体中文）
- 爛番茄上《霸王花》的資料（英文）
- AllMovie上《霸王花》的资料（英文）
- 互联网电影数据库（IMDb）上《霸王花》的资料（英文）